# زبیروه
زبیروه (به چکی: Zbiroh) یک منطقهٔ مسکونی و شهرستان دارای شهرک سابقاً روستا در جمهوری چک است که در شهرستان روکیتسانی واقع شده‌است. زبیروه ۲٬۶۰۴ نفر جمعیت دارد.